# Cochranella punctulata
Cochranella punctulata är en groddjursart som beskrevs av Pedro M. Ruiz-Carranza och Lynch 1995. Cochranella punctulata ingår i släktet Cochranella och familjen glasgrodor. Inga underarter finns listade i Catalogue of Life.